# فابیو بالداتو
فابیو بالداتو (ایتالیایی: Fabio Baldato؛ زادهٔ ۱۳ ژوئن ۱۹۶۸) دوچرخه‌سوار اهل ایتالیا است.

## باشگاهی
از باشگاه‌هایی که در آن رکاب زده‌است می‌توان به ام‌جی مالیفیچو اشاره کرد.